# Rites of Ash
 (mai 2024).
La mise en forme du texte ne suit pas les recommandations de Wikipédia : il faut le « wikifier ».
Les points d'amélioration suivants sont les cas les plus fréquents. Le détail des points à revoir est peut-être précisé sur la page de discussion.
- Les titres sont pré-formatés par le logiciel. Ils ne sont ni en capitales, ni en gras.
- Le texte ne doit pas être écrit en capitales (les noms de famille non plus), ni en gras, ni en italique, ni en « petit »…
- Le gras n'est utilisé que pour surligner le titre de l'article dans l'introduction, une seule fois.
- L'italique est rarement utilisé : mots en langue étrangère, titres d'œuvres, noms de bateaux, etc.
- Les citations ne sont pas en italique mais en corps de texte normal. Elles sont entourées par des guillemets français : « et ».
- Les listes à puces sont à éviter, des paragraphes rédigés étant largement préférés. Les tableaux sont à réserver à la présentation de données structurées (résultats, etc.).
- Les appels de note de bas de page (petits chiffres en exposant, introduits par l'outil «  Source ») sont à placer entre la fin de phrase et le point final[comme ça].
- Les liens internes (vers d'autres articles de Wikipédia) sont à choisir avec parcimonie. Créez des liens vers des articles approfondissant le sujet. Les termes génériques sans rapport avec le sujet sont à éviter, ainsi que les répétitions de liens vers un même terme.
- Les liens externes sont à placer uniquement dans une section « Liens externes », à la fin de l'article. Ces liens sont à choisir avec parcimonie suivant les règles définies. Si un lien sert de source à l'article, son insertion dans le texte est à faire par les notes de bas de page.
- La présentation des références doit suivre les conventions bibliographiques. Il est recommandé d'utiliser les modèles {{Ouvrage}}, {{Chapitre}}, {{Article}}, {{Lien web}} et/ou {{Bibliographie}}. Le mode d'édition visuel peut mettre en forme automatiquement les références.
- Insérer une infobox (cadre d'informations à droite) n'est pas obligatoire pour parachever la mise en page.

Pour une aide détaillée, merci de consulter Aide:Wikification.
Si vous pensez que ces points ont été résolus, vous pouvez retirer ce bandeau et améliorer la mise en forme d'un autre article.
 (mai 2024).
Rites of Ash est un groupe de rock américain de Washington, DC, formé en 2006 par Alex (80-2) et Lazzo.

## Histoire

### Formation (2004-2006)
Le groupe a commencé comme une expérience entre le fondateur Lazzo et Adam Acampora alors qu'ils étaient à l'université. Au cours de son dernier semestre universitaire, le fondateur Lazzo a décidé d'ajouter des membres supplémentaires et a fait appel au leader Alex (80-2). Les deux ont terminé l'enregistrement du premier disque Beautiful Illusions (sorti en 2006). La programmation s'est complétée en décembre 2005 avec l'ajout de Fester à la batterie.

### Beautiful Illusion (2006)
Le groupe s'est officiellement formé en septembre 2006 avec la sortie de Beautiful Illusions . Ce disque contenait 10 titres, tous avec batterie et guitare basse séquencées. En juin 2007, Fester a été remplacé par Sir Deville.

### Epidemic of the Mannequins (2007-2009)
Peu de temps après que le batteur Sir Deville ait rejoint le groupe fin 2007, le groupe a décidé de réenregistrer Beautiful Illusions avec une batterie live et un son global plus organique. Des morceaux supplémentaires, dont une reprise de Billy Joel's Pressure, ont été ajoutés aux 10 chansons originales. Un deuxième disque a été produit avec des morceaux remixés par DJ Idee, DJ Paul Edge et Pablo Manzarek (fils de Ray Manzarek de « The Doors »). Une version remixée/remasterisée de cet album est sortie en 2008.

### Burn (2009)
Sorti comme l'un des premiers singles du prochain disque, Like Venom, "Burn" a gagné en notoriété lorsque son clip a été présenté en août 2009 sur Fuse On-Demand. La chanson et la vidéo mettaient en vedette le bassiste Che Colovita (AKA Che Lemon) de Jimmie's Chicken Shack.

### Like Venom (2009-2011)
Le troisième album studio de Rites of Ash et sa cinquième sortie globale combinaient davantage d'éléments de danse et de hip-hop. On Tap Magazine a appelé cet album "Rappelant Linkin Park et T-Pain (s'ils avaient un enfant amoureux, ce serait absolument Like Venom ), Rites of Ash utilise la technologie pour influencer et placer son son au-dessus des autres."  Cet album a été mixé par Kevin "131" Gutierrez (Assembly Line Studios) et masterisé par Bill Wolf (Wolf Productions).
Peu de temps après la sortie de cet album, le groupe signe avec le manager Billy Zero et le label indépendant DJ Boy Records . L'album a été nommé pour deux WAMA Awards pour le meilleur groupe de rock moderne et le meilleur enregistrement de rock moderne.

### She's Out For Blood (2011-2013)
Rites of Ash a complété sa programmation en faisant appel à Tevey (batterie), Toni (chant), Tuomas (claviers) et Ace (basse). Le groupe a sorti un clip pour le single Killing Me parallèlement à la sortie de l'EP. Le clip "Molly" est sorti en décembre 2012. En août 2012, le groupe était un artiste vedette du Dew Tour à Ocean City, MD.
Le groupe a travaillé avec Jeff Bova et Kevin "131" Gutierrez sur leur album qui est sorti en 2014 (Kill For Love).

### Kept Me Up All Night (2013-2014)
Cet album contient 10 remixes dance/dubstep de chansons sélectionnées de Rites of Ash tirées de She's Out for Blood et du LP complet qui sortira bientôt. Ce record devrait sortir dans tous les magasins numériques le 5 août 2013 ; remixes de Lazzo, KRNOS et Pablo Manzarek.
En octobre 2013, le groupe a accueilli son nouveau batteur, le MCO de Crash Boom Bang . En février 2014, le groupe a été nommé pour trois Wammy (WAMA) Awards : meilleur artiste électronique et meilleur enregistrement électronique (qu'ils ont remportés) ; Lazzo a été nommé pour le producteur de l'année.

### Separate Ways (Worlds Apart)  (2014)
Le 8 septembre 2014, Rites of Ash a sorti sa reprise de Separate Ways (Worlds Apart), un hommage au morceau du groupe légendaire Journey. En plus de sortir le single, le groupe a réalisé un remake plan par plan du clip original de 1983. La vidéo a été réalisée par l'ancien bassiste/claviériste de Crash Boom Bang, Raul Rivero et Risemont Studios.

### Kill For Love (2014-présent)
Rites of Ash a sorti son album complet « Kill For Love » le 31 octobre 2014. Point culminant de plus de deux ans de travail, cet album comportait 14 titres. Cet album a été enregistré et mixé aux Feedback Studios, Bovaland et Assembly Line Studios ; produit par : Lazzo ; ingénieurs du mixage : Jeff Bova et Kevin « 131 » Gutierrez ; ingénieur de mastering : Michael Roberts de Hurt. Le groupe a été nommé pour un prix WAMA du meilleur groupe de rock moderne en février 2015.

## Prix
Washington Area Music Association (WAMA) ,
- Meilleur groupe de rock moderne 2015 (nommé)
- Meilleur enregistrement électronique 2014 – Kept Me Up All Night (gagné)
- Meilleur artiste électronique 2014 (nommé)
- Producteur de l'année 2014 - Lazzo (nommé)
- 2010 Meilleur groupe de rock moderne (nommé)
- 2010 Meilleur enregistrement de rock moderne - Like Venom (Nommé)

## Discographie
LP
- Kill For Love (2014)
- Kept Me Up All Night (2013)
- Like Venom (2010)
- Epidemic of the Mannequins (2008)
- Beautiful Illusion (2006)

EP
- She's Out For Blood (2012)

Singles
- City Sleeps (Six Feet Deep) (2015)
- Separate Ways (Worlds Apart) (2014)
- Bad Romance (2010)
- Burn (2009)

## Vidéographie
- City Sleeps (Six Feet Deep) (2015)
- Molly (2012)
- Killing Me (2012)
- Burn (2009)

## Télévision
- Fuse On-Demand
- The Real World: Key West
- Pimp My Ride
- Next
- My Sweet Sixteen : Remix
- Real World/Road Rules : Gauntlet 2
- Island Life
- Livin La Haina